# Sirindhornia pulchella
Sirindhornia pulchella är en orkidéart som beskrevs av Henrik Aerenlund Pedersen och Indham. Sirindhornia pulchella ingår i släktet Sirindhornia och familjen orkidéer. Inga underarter finns listade i Catalogue of Life.